# Mesosa sinica
Mesosa sinica es una especie de escarabajo longicornio del género Mesosa, categorizada en la tribu Mesosini, de la subfamilia Lamiinae. Fue descrita por Gressitt en 1939.

## Descripción
Mide 12,5 mm de longitud.

## Distribución
Se distribuye por China.